# جولیان سولا
جولیان سولا (انگلیسی: Julien Sola؛ زادهٔ ۱۳ ژوئن ۱۹۸۴) بازیکن فوتبال اهل فرانسه است.
از باشگاه‌هایی که در آن بازی کرده‌است می‌توان به باشگاه فوتبال آنژه و باشگاه فوتبال تولوز اشاره کرد.